# والدو فون إريك
والدو فون إريك هو مصارع محترف كندي، ولد في 2 أكتوبر 1933 في تورونتو في كندا، وتوفي في 5 يوليو 2009 في كيتشنر في كندا.

## روابط خارجية
- والدو فون إريك على موقع IMDb (الإنجليزية)
- والدو فون إريك على موقع CageMatch worker (الإنجليزية)
- والدو فون إريك على موقع عالم المصارعة على الإنترنت (الإنجليزية)